# Guatteria
Guatteria là chi thực vật có hoa trong họ Annonaceae.
Nó là chi đa dạng nhất trong họ ở Nam Mỹ, và là chi chi phối trong các khu rừng thuần thục. Quả là quả mọng, mọc thành chùm trên các cuống ngắn.

## Một số loài
- Guatteria anomala R.E. Fries
- Guatteria atabapensis Aristeg.
- Guatteria augusti Diels
- Guatteria boliviana H.J.P.Winkl.
- Guatteria calliantha R.E.Fr.
- Guatteria chiriquiensis R.E.Fr.
- Guatteria dura R.E.Fr.
- Guatteria ecuadorensis R.E.Fr.
- Guatteria eriopoda DC.
- Guatteria excelsa Poepp. ex Mart.
- Guatteria ferruginea A. St. Hil.
- Guatteria fruticosa R.E.Fr.
- Guatteria geminiflora R.E.Fr.
- Guatteria glauca Ruiz & Pav.
- Guatteria guentheri Diels
- Guatteria insignis R.E. Fries
- Guatteria jefensis Barringer
- Guatteria juninensis R.E.Fr.
- Guatteria knoopiana Pittier
- Guatteria liesneri D.M. Johnson & N.A. Murray
- Guatteria microcarpa Ruiz & Pav. ex G. Don
- Guatteria modesta Diels
- Guatteria occidentalis R.E.Fr.
- Guatteria panamensis R.E. Fries
- Guatteria pastazae R.E.Fr.
- Guatteria pogonopus Martius
- Guatteria punctata (Aubl.) R.A.Howard
- Guatteria ramiflora (D.R.Simpson) Erkens & Maas
- Guatteria recurvisepala R.E.Fr.
- Guatteria sodiroi Diels
- Guatteria stenopetala R.E.Fr.
- Guatteria tonduzii Diels
- Guatteria williamsii R.E.Fr.